# Mount Warrenheip
Der Mount Warrenheip ist ein inaktiver Vulkan im australischen Bundesstaat Victoria, der sich auf 741 Meter über Meereshöhe und 170 Meter über das umliegende Gelände erhebt. Der Berg liegt neun Kilometer von der Stadt Ballarat mit ihrer Vorstadt Warrenheip entfernt und ist über die Forbes Road erreichbar. 
Zuletzt war der Mount Warrenheip vor 2,5 (+/-) 0,15 Millionen Jahren aktiv, als zahlreiche Lavaflüsse aus dem Krater austraten. Der Berg ist einer der am höchsten herausstehenden Vulkane Victorias. Die Lava enthält olivinreiche Xenolithe und große Klinopyroxen- und Orthoklas-Kristalle.
Das Wort Warrenheip stammt von den Aborigines der Wathaurong und bedeutet die Federn des Emu, womit die Vegetation aus Farn beschrieben wird, die den Berg bedeckt.
Nebst dem Mount Buninyong ist er einer der beiden bewaldeten Vulkane in Victoria. Nachdem Ende 2010 im Wald am Vulkan 100 Bäume abgestorben waren, wurden im Januar 2011 experimentelle Brände angelegt, um das Unterholz zu lichten.
Auf dem Berg, der sich teilweise in öffentlicher Hand befindet, steht eine Telekommunikationsantenne.